# Голвей
Го́лвей, або Ґо́лвей (ірл. Gaillimh, МФА: [ˈɡal̠ʲɪvʲ] (Ґалівь); англ. Galway, МФА: [ˈɡɔlweɪ]) — місто на заході Ірландії, адміністративний центр однойменного графства, порт на березі затоки, у гирлі річки Корріб.
Є п'ятим за величиною містом острова Ірландія і третім безпосередньо в республіці, а також першим за темпами розвитку.

## Історія
Був побудований на місці попереднього поселення, Dún Bhum na Gaillimhe («Форт у гирлі Гайлімха») був завершений у 1124 році королем Коннахту та верховним королем Ірландії Тойрделбахом Ва Конхобайром. Замок слугував військово-морською базою, звідки діяв королівський флот. З часом довкола виросло нове поселення. Під час нормандського вторгнення в Коннахт у 1230-х роках Ґолвей був захоплений Річардом Мор де Бурґом, який очолював вторгнення. Поступово династія де Бурґів перейняла ірландську мову та культуру.
У мірі розвитку економіки міста влада перейшла в руки місцевого купецтва. Для захисту від ірландських феодалів купці пішли на співробітництво з англійцями. У грудні 1484 року англійська корона надала Ґолвею статус міста.
Тісні зв'язки з Англією призвели до значного відчуження Ґолвея від решти Ірландії. Був прийнятий статут, який забороняв корінним ірландцям (на відміну від гіберно-нормандських жителів Ґолвея) необмежений доступ до міста.
У Середні віки Ґолвей перебував під владою олігархії з чотирнадцяти купецьких сімей (дванадцять були нормандського походження, і дві — ірландського). Місто було головним ірландським портом для торгівлі з Іспанією та Францією. У 1477 році Христофор Колумб відвідав Ґолвей, можливо, зупинившись під час подорожі до Ісландії чи Фарерських островів.
Протягом 16-го та 17-го століть Ґолвей здебільшого залишався вірним англійській короні, навіть під час ґельського відродження, ймовірно, через економічні причини. Однак до 1642 року місто увійшло в союз з Католицькою конфедерацією під час Війн трьох королівств. Під час завоювання Ірландії Кромвелем його війська захопили місто після дев'ятимісячної облоги. Наприкінці 17 століття місто підтримало якобітів у Війні двох королів та було захоплене військами Вільяма ІІІ після нетривалої облоги, незабаром після битви при Огрімі в 1691 році.

## Географія
Місто розташоване на річці Корріб, між озером Лог-Корріб та затокою Ґолвей.

### Клімат
Місто знаходиться в зоні, котра характеризується морським кліматом. Найтепліший місяць — липень, із середньою температурою 15.6 °C (60 °F). Найхолодніший місяць — січень, із середньою температурою 5 °С (41 °F).
| Клімат Ґолвея           | Клімат Ґолвея | Клімат Ґолвея | Клімат Ґолвея | Клімат Ґолвея | Клімат Ґолвея | Клімат Ґолвея | Клімат Ґолвея | Клімат Ґолвея | Клімат Ґолвея | Клімат Ґолвея | Клімат Ґолвея | Клімат Ґолвея | Клімат Ґолвея |
| Показник                | Січ.          | Лют.          | Бер.          | Квіт.         | Трав.         | Черв.         | Лип.          | Серп.         | Вер.          | Жовт.         | Лист.         | Груд.         | Рік           |
| Абсолютний максимум, °C | 13            | 14            | 15            | 23            | 27            | 28            | 27            | 25            | 23            | 18            | 16            | 13            | 28            |
| Середній максимум, °C   | 7             | 7             | 9             | 11            | 14            | 16            | 18            | 17            | 16            | 13            | 10            | 8             | 12            |
| Середня температура, °C | 5             | 5             | 6             | 8             | 11            | 13            | 15            | 15            | 13            | 10            | 7             | 6             | 10            |
| Середній мінімум, °C    | 2             | 2             | 3             | 5             | 7             | 10            | 12            | 12            | 10            | 7             | 5             | 4             | 7             |
| Абсолютний мінімум, °C  | −8            | −5            | −6            | −1            | 0             | 2             | 6             | 4             | 2             | −1            | −3            | −6            | −8            |
| Норма опадів, мм        | 90            | 82            | 78            | 58            | 53            | 69            | 53            | 80            | 70            | 96            | 85            | 92            | 906           |
| Днів з опадами          | 26            | 22            | 27            | 21            | 23            | 24            | 24            | 26            | 26            | 26            | 23            | 27            | 295           |
| Днів з дощем            | 25            | 22            | 27            | 21            | 23            | 24            | 24            | 26            | 26            | 26            | 23            | 27            | 294           |
| Днів зі снігом          | 4             | 3             | 3             | 0             | 0             | 0             | 0             | 0             | 0             | 0             | 0             | 2             | 12            |
| ----------------------- | ------------- | ------------- | ------------- | ------------- | ------------- | ------------- | ------------- | ------------- | ------------- | ------------- | ------------- | ------------- | ------------- |
| Джерело: Weatherbase    |               |               |               |               |               |               |               |               |               |               |               |               |               |

## Поширення ірландської мови
Кількість носіїв ірландської мови в місті становить 6870, тобто близько 10 % населення. Поміж міст Ірландії Ґолвей має репутацію найбільш асоційованого з ірландською мовою, музикою, пісенними та танцювальними традиціями. Також часто місто називають «Двомовною столицею Ірландії», хоча як і в усіх містах республіки, левова частка мешканців міста зазвичай використовує англійську в повсякденному спілкуванні. Місто добре відоме своєю «ірландськістю», передовсім завдяки розташуванню неподалік Гелтахту (району з переважним поширенням ірландської мови).
| Володіння ірландською мовою (Кількість осіб від 3 років та старше, за задатністю розмовляти ірландською, 2006) |        |            |         |        |
| Питання: Чи володієте Ви ірландською мовою ?                                                                   |        |            |         |        |
| Так | Ні     | Не вказали | Загалом | 2006   |
| 31 312 | 36 808 | 1 975      | 70 095  | 72 414 |
| Відсоток від загальної кількості опитаних респондентів                                                         |        |            |         |        |
| 44,7 | 52,5   | 2,8        | 100     | 96,81  |

## Населення
| 1813  | 1841  | 1851  | 1861  | 1871  | 1881  | 1891  | 1901  | 1911  | 1926  | 1936  | 1946  | 1951  | 1956  | 1966  | 1971  | 1981  | 1986  | 1991  | 1996  | 2002  | 2006 | 2011  | 2016  | 2022  |
| ----- | ----- | ----- | ----- | ----- | ----- | ----- | ----- | ----- | ----- | ----- | ----- | ----- | ----- | ----- | ----- | ----- | ----- | ----- | ----- | ----- | ---- | ----- | ----- | ----- |
| 24684 | 17275 | 20055 | 16048 | 15597 | 15471 | 13800 | 13426 | 13255 | 14227 | 18294 | 20370 | 21316 | 21366 | 26295 | 29375 | 41861 | 47104 | 50853 | 57363 | 66163 | 7272 | 75529 | 79934 | 83456 |

Згідно з даними центрального статистичного офісу Ірландії, станом на 11 грудня 2022 року в місті проживає 1347 людей, які зареєстровані як прибулі з території України, в тому числі мешканці ОРДЛО та Криму, особи без громадянства України, що перебували на території країни після повномасштабного вторгнення.